# General Relativity and Gravitation
General Relativity and Gravitation — журнал по гравитации и теории относительности. Выпускается при содействии Международного общества общей теории относительности и гравитации.
Покрывает следующие темы:
- расширения общей теории относительности; численную относительность;
- астрофизические приложения релятивистской гравитации;
- экспериментальную гравитационную физику, в особенности эксперименты в области общей теории относительности: анализ данных и феноменология поиска гравитационных волн, теоретическая и наблюдательная космология;
- квантовую теорию поля в искривлённом пространстве-времени;
- супергравитацию и гравитационные аспекты теории струн и её расширений;
- квантовую гравитацию и космологию;
- преподавание, публичное восприятие и историю общей теории относительности и гравитации.

Индексируется в Academic OneFile, Academic Search, Compendex, CSA/Proquest, Current Abstracts, Current Contents/Physical, Chemical and Earth Sciences, Digital Mathematics Registry, Gale, Google Scholar, Index Copernicus, INIS Atomindex, Journal Citation Reports/Science Edition, Mathematical Reviews, OCLC, Science Citation Index, Science Citation Index Expanded (SciSearch), SCOPUS, Summon by Serial Solutions, TOC Premier, Реферативном журнале ВИНИТИ «Физика», Zentralblatt Math.
- Печатная версия ISSN 0001-7701.
- Электронная версия ISSN 1572-9532.